# Тимати
Ти́мати (настоящее имя — Тиму́р Ильда́рович Юну́сов; тат. Тимур Илдар улы Юнысов; род. 15 августа 1983, Москва) — российский рэпер, певец, музыкальный продюсер, актёр и предприниматель.
Получил известность в 2004 году, после участия в шоу «Фабрика звёзд 4». В 2006 году выпустил дебютный сольный альбом Black Star.
Созданный в 2006 году Юнусовым и партнёрами музыкальный лейбл Black Star трансформировался в холдинг, объединяющий различные бизнесы: от продажи одежды и бургерных до барбершопов и тату-салонов. Покинул Black Star в 2020 году. В 2022 году Юнусов и ресторатор Антон Пинский приобрели все активы Starbucks в России, перезапустив сеть под названием Stars Coffee.

## Биография

Автограф Тимати,
Ростов-на-Дону, апрель 2011

Родился 15 августа 1983 года в Москве в татарско-еврейской семье. Родители: отец — Ильдар Вахитович Юнусов (род. 1960) — бизнесмен; мать — Симона Яковлевна Юнусова (род. 1959), в девичестве Черноморская. Сам артист в интервью газете «Московский комсомолец» заявил: «У меня очень обеспеченные родители», уточнив: «Отец меня воспитывал таким образом, что я всего должен добиваться сам».
В 1998 году Тимати (тогда — Тимоти) в возрасте 14—15 лет основал группу VIP77. В 2000 году работал бэк-MC у Децла.
Окончил клуб юных искусствоведов при Государственном музее имени А. С. Пушкина. По собственным утверждениям, поступил в Высшую школу экономики, однако после третьего курса ушёл оттуда, решив, что не может совмещать учёбу в университете и карьеру хип-хоп-исполнителя. Воинскую службу не проходил: по его словам, был признан психически непригодным из-за обилия татуировок на теле.
В 2004 году участвовал в проекте «Фабрика звёзд 4». Тогда же прекратила выступления группа VIP77 и была образована группа «Банда». Возрождение группы VIP77 с новым составом состоялось в следующем году, после чего она вновь распалась. Некоторые участники VIP77 перешли на лейбл Тимати Black Star.
В 2006 году вышел дебютный сольный альбом Тимати Black Star. Вышел видеоклип на дуэт с Алексой — «Когда ты рядом»[значимость факта?]. Организовывается продюсерский центр Black Star Inc.. Появилась коллекция одежды «Black Star by TIMATI», ориентированная на R’n’B- и хип-хоп-молодёжь.
В 2007 году выходит трек «Грязные шлюшки», совместно с Богданом Титомиром и Джиганом; гострайтер — Миша Крупин. Первый сольный концерт Тимати в клубе «Жара», организованный Phlatline. Организация первого международного конкурса соул & R’n’B-музыки «Vерсия 0.1». Были записаны треки с Fat Joe, Nox и Xzibit.
В 2008 году вышел ремикс Тимати на песню DJ Smash «Moscow Never Sleeps». Был записан видеоклип (режиссёр Резо Гигинеишвили). Вышел видеоклип «Не сходи с ума» на одноимённый трек из альбома Black Star (режиссёр Константин Черепков). Вышел трек «Forever» с артистом лейбла Bad Boy Records Марио Уайнэнсом, на него был снят клип (режиссёр Резо Гигинеишвили). Совместно с компанией Sprandi вышла первая линия спортивной одежды «TS Timati for Sprandi», презентация которой состоялась на Russian Fashion Week в Москве. Тимати стал персонажем мобильной игры «Весь мир против Тимати» («Тимати Incide»).
В 2009 году вышло три сингла из альбома The Boss — «Welcome to St. Tropez» (режиссёр Константин Черепков), «Groove On» (feat. Snoop Dogg) (режиссёр Павел Худяков), «Одноклассница». На все данные синглы записаны видеоклипы. Сингл «Love You» (feat. Busta Rhymes & Mariya) был выпущен непосредственно после выхода альбома The Boss. На него также записан клип. 13 ноября в московском клубе Milk состоялась презентация второго альбома Тимати The Boss. Одновременно начались продажи альбома в музыкальных магазинах России и СНГ. 12 июля в автокатастрофе погиб друг и соратник Тимати по Black Star inc. DJ Dlee[значимость факта?]. Весной во время прохождения медкомиссии в военкомате врач-психиатр поставил Тимати отметку «Психически неуравновешен», из-за чего его не взяли в армию.
В 2010 году выпущен видеоклип «Время» (Hoodyakov Production) на одноимённый трек из альбома The Boss. В Интернете появился трек «Foreign Exchange» артиста S.A.S. Трек записан совместно с Тимати, Cam’ron и Fler. 23 марта в Майами на DJ-конференции был представлен совместный трек Лорана Вульфа и Тимати. В апреле вышел клип на песню «Сколько стоит любовь», режиссёр Павел Худяков. 1 июня открылся первый магазин одежды от Тимати, который в тот же день провёл благотворительный концерт, при участии DJ Smash, Сергея Лазарева и группы «Непоседы».
В 2012 году стал послом Универсиады 2013, которая прошла в Казани. 12 октября прошла презентация видеоклипа «Sex in the Bathroom» в клубе Posh Friends. 29 ноября — сольный концерт Тимати под названием «#Давайдосвидания» в Crocus City Hall (Москва).
В начале февраля 2013 года состоялись съёмки клипа на саундтрек к фильму «Одноклассники.ru: НаCLICKай удачу» при участии Snoop Dogg. Режиссёр Павел Худяков. 28 октября выпущен четвёртый студийный альбом 13.
В 2014 году озвучил криминального авторитета Тремейна в российской версии фильма «13-й район: Кирпичные особняки». Являлся одним из членов жюри в шоу «Хочу к Меладзе». Выпустил собственный фильм «Капсула». Вышел трек «Борода» совместно с MC DONI. Вышел клип на песню «Понты» из альбома «13». Вышел трек совместно с Natan’ом «Девочка Бомба».
В 2015 году вышел трек совместно с Natan’ом «Слышь, ты чё такая дерзкая?», с Саша Чест «Лучший друг», клипы с L'One «Утёсов», с Zaka «Pishpek — razrulit», L’One «Напоследок я скажу», с L’One и Павлом Мурашовым «Ещё до старта далеко». По России совместно с L’One прошёл тур «ГТО» в поддержку одноимённого альбома.
В 2016 году вышел трек и клип совместно с Павлом Мурашовым «Домой», трек и клип «Баклажан» совместно с группой «Рекорд Оркестр», трек совместно с Григорием Лепсом «Дай мне уйти», трек «О последней любви на Земле», трек совместно с А’Студио «Маленький Принц», клип «Ключи от рая», клип «Мага», вышли трек и клип совместно с Егором Кридом «Где ты, где я». Прошёл тур «Олимп» по России. Снялся в рекламе «Тантум Верде Форте»[значимость факта?]. Снялся в клипе «Жить» (соавтор текста песни).
В 2017 году записал совместный трек и снял клип с Гуфом, под названием «Поколение».

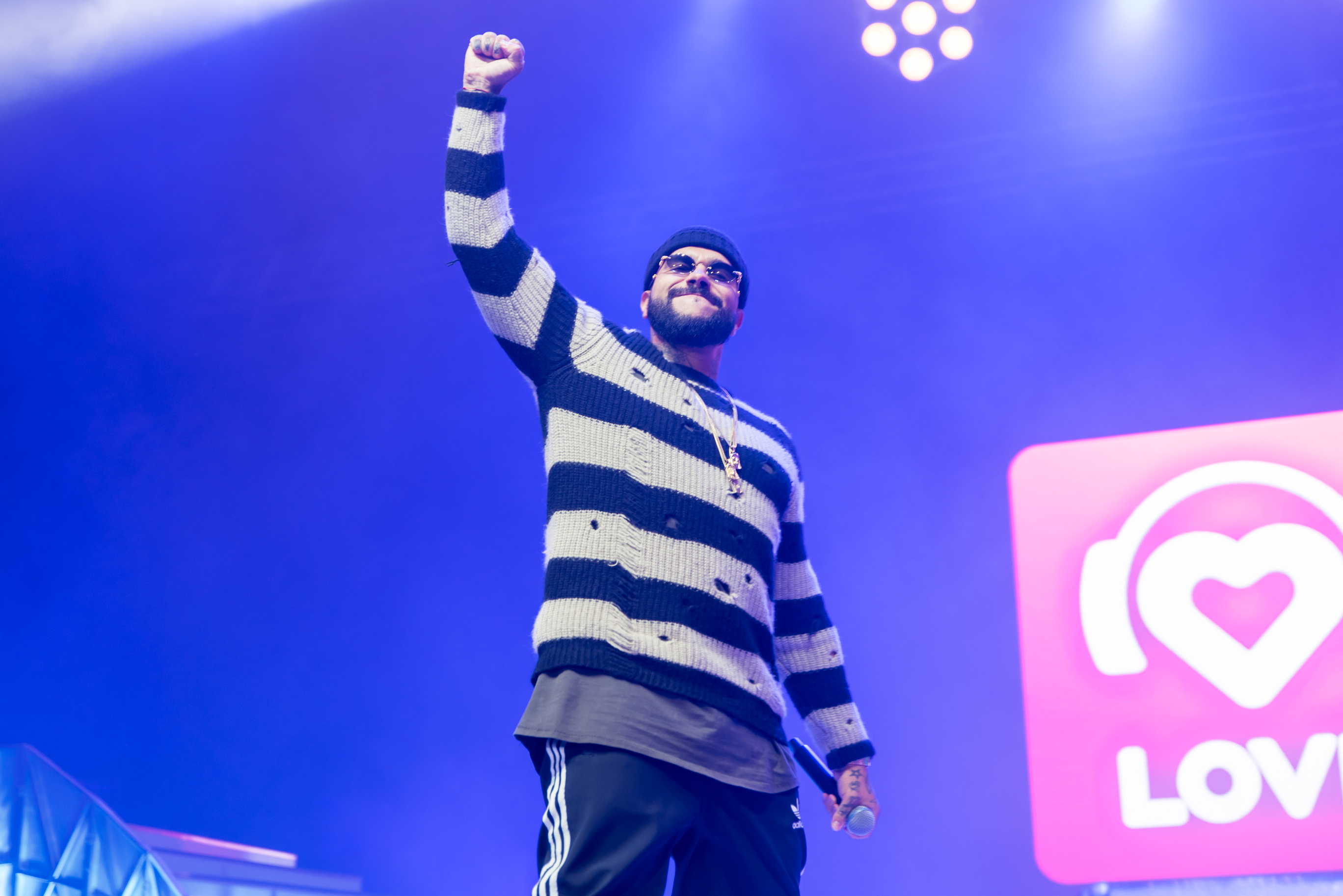
Тимати на Big Love Show (Санкт-Петербург, 2018 год)

В ночь с 20 на 21 июня 2018 года Тимати и Егор Крид провели в Москве на улице Большая Дмитровка несанкционированное многотысячное массовое мероприятие, устроив импровизированное выступление прямо на крыше автомобиля, тем самым заблокировав движение по улице. Данная акция была посвящена открытию салона красоты Тимати. На следующий день юрист Александр Хаминский подал заявление о возбуждении дел по данному инциденту в Отдел МВД Тверской и Управление ГИБДД Москвы. 1 августа 2018 года Тверской районный суд признал виновными Тимати и Егора Крида в совершении административного правонарушения согласно ч. 1 ст. 20.2.2 КоАП России «Организация массового одновременного пребывания или передвижения граждан в общественных местах, повлёкшее нарушение общественного порядка» и назначил каждому из них штраф в 20 тысяч рублей.
24 апреля 2019 года снял клип под названием «Помнишь».
7 сентября 2019 года снял клип с Гуфом под названием «Москва», получивший рекордное количество дизлайков в русском сегменте Youtube. Позже утром, 10 сентября, Тимати удалил клип, чтобы не продолжать волну негативных отзывов.
27 июля 2020 Тимати объявил об уходе из Black Star inc.

## Общественная позиция

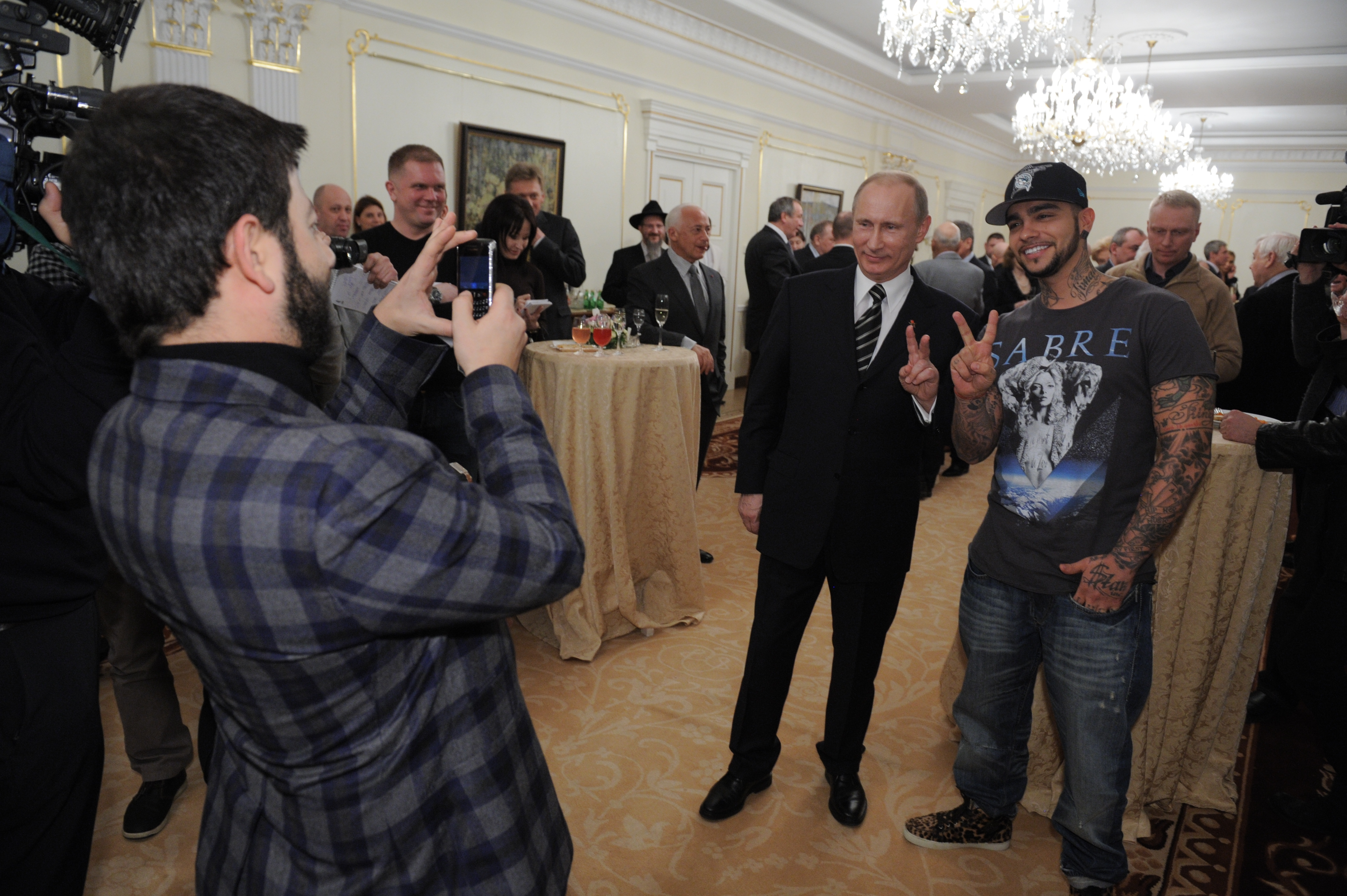
Михаил Галустян фотографирует Владимира Путина и Тимати, 5 марта 2012

Тимати известен последовательной прогосударственной общественной позицией и поддержкой власти в России.
Записался в агитационном ролике за Владимира Путина в президентской кампании 2012 года.
В 2015 году записал песню вместе с Сашей Честом «Лучший друг» со словами «Мой лучший друг это президент Путин». Клип был опубликован на YouTube-канале Тимати 7 октября 2015 года ко дню рождения президента России Владимира Путина.
В ходе президентских выборов 2018 года был доверенным лицом президента РФ Владимира Путина.
24 февраля 2022 года Тимати поддержал вторжение России на Украину заявив, что война была «спродюсирована за океаном», продвигая символы нападения на Украину. 18 марта 2022 года Тимати выступил в «Лужниках» на митинге-концерте в честь годовщины аннексии Крыма призвав «гордиться Россией». В сентябре 2022 года после объявления в России мобилизации на войну с Украиной Тимати выехал в Узбекистан.

### Санкции
В мае 2022 года Латвия запретила Тимати въезд в страну из-за поддержки вторжения России на Украину и оправдания российской агрессии. 19 октября 2022 года был внесён в санкционные списки Украины лиц, «которые публично призывают к агрессивной войне, оправдывают и признают законной вооруженную агрессию РФ против Украины, временную оккупацию территории Украины». 20 июля 2023 года был внесён в санкционный список Канады против «лиц, использующих своё искусство для пропаганды вторжения России на Украину».

## Личная жизнь
На проекте «Фабрика звёзд-4» начал встречаться с коллегой по фабрике Алексой. В 2007 году пара рассталась.
Встречался с Алёной Шишковой (род. 12 ноября 1992) — 2-я вице-мисс России 2012 года. Есть дочь Алиса (род. 19.03.2014).
С 2015 года встречался с фотомоделью и 1-й вице-мисс Россия 2014 года Анастасией Решетовой. 16 октября 2019 года у пары родился сын, которого назвали Ратмиром. Осенью 2020 года пара рассталась.
4 июня 2021 года на музыкальной премии Муз-ТВ, Екатерина Сафарова и Тимур объявили о том, что они поддерживают отношения после проекта. А в 2022 году девушка заявила о расставании.
2 августа 2025 года родилась дочь Юнусова Эмма Тимуровна от модели Валентины Ивановой.

## Семья
- Дед Тимати — Вахит Закирович Юнусов — родился в селе Исергапово, в Татарстане. Работал учителем русского языка и литературы. В 1953 году поступил в Московский государственный институт международных отношений МИД СССР. 35 лет проработал в Министерстве внешних экономических связей, а также в посольствах СССР. О бабушке Тимати по отцовской линии информации нет.
- Отец, Ильдар Вахитович пошёл по стопам своего отца, он поступил в Институт стран Азии и Африки. По окончании учёбы работал переводчиком в Торгово-промышленной палате, позднее стал руководить восточным сектором. Со временем перешёл в бизнес.
- Прадед по материнской линии, Ипполит Сигизмундович Штокман (1886—1938) — профессор медицины, врач. Расстрелян в 1938 году[56].
- Дед по материнской линии, Яков Черноморский — дирижёр и композитор.
- Бабушка по материнской линии Инна Ипполитовна Штокман — реставратор реставрационного центра им. И. Э. Грабаря.
- Мать, Симона Яковлевна Юнусова (в девичестве — Черноморская) — блогер.
- Брат, Артём Ильдарович Юнусов (1987) — диджей, более известный как DJ Temniy[57].

## Критика
Профессиональные музыкальные критики обвиняют Тимати во вторичности его творчества в сравнении с западными артистами. Неоднократно Тимати был уличён в явном плагиате: так, например, в альбоме Black Star он взял инструментал у группы Clipse и преподнёс как собственную композицию «Зомби», а трек «Наедине» из альбома The Boss оказался простым переводом песни Канье Уэста «Welcome to Heartbreak», прошедшим небольшую аранжировку и адаптацию под российского слушателя.
Артемий Троицкий, анализируя российскую поп-сцену, заключил, что «Популярность таких исполнителей, как <…> Тимати, — результат массового внушения и рекламного гипноза».
Также Тимати становился объектом критики со стороны представителей рэп/хип-хоп-сообщества. В частности, известен биф с Владом Валовым и Bad Balance, вызванный кавер-версией трека «Сука-любовь» в исполнении Тимати и Доминика Джокера.
В 2014 году Тимати являлся объектом насмешки со стороны M.ASON, который публично вызвал его на рэп-баттл и выпустил 2 трека.
В марте 2019 года Тимати представил беспроводные наушники от собственного бренда Black Star, аналогичные дешёвому гаджету с онлайн-магазина AliExpress. Наушники от Black Star стоят семь тысяч рублей, хотя пользователи отметили, что на AliExpress есть такие же, но по цене за две тысячи. После этого Тимати закрыл комментарии к записи.
В сентябре 2019 года совместный клип Тимати и Guf, посвящённый Москве, набрал на YouTube рекордные для российского сегмента полтора миллиона дизлайков. Так, пользователи обвинили рэперов в продажности, в частности за строчки «не хожу на митинги и не втираю дичь», «хлопну бургер за здоровье Собянина» и «тот самый город, что не проводит гей-парады». Спустя несколько дней клип был удалён. Сам Тимати заявил, что хотел сделать подарок городу. Генеральный директор Black Star Павел Курьянов также пояснил, что это была чистая инициатива и никто из мэрии Москвы не просил их снимать клип.

## Бизнес
- Сеть брендовых магазинов одежды Black Star Wear
- Сеть ресторанов Black Star Burger
- Барбершоп и тату-салон 13 by Timati
- Агентство маркетинговых коммуникаций по работе с артистами и спортсменами — Global Star Russia
- Автомойка Black Star Car Wash[69][70]
- Картинг Black Star Karting[71]
- Киберспортивный клуб Black Star Gaming[72]

27 июля 2020 года вышел из состава учредителей ГК Black Star, но сохранил доли в некоторых направлениях бизнеса, а часть направлений, такие как тату-салоны, автомойка и картинг полностью отошли Тимуру Юнусову и поменяют свои названия и концепцию.
30 июля 2022 года Тимати и ресторатор Антон Пинский приобрели все активы Starbucks в России.
22 августа 2023 года Тимати и ресторатор Антон Пинский приобрели Domino’s Pizza в России.

## Книги
- 2008 — «Мавр»[74] — продюсер книги

Аудиокниги
- 2009 — «Audio про Audi. История бренда»[75][76] — исполнитель аудиокниги
- 2010 — «Татарские народные сказки»[77] — исполнитель аудиокниги
- 2012 — «Мальчик двенадцати лет. Татарская народная сказка»[78] — исполнитель аудиокниги
- 2012 — «Белый змей. Татарские народные сказки»[79] — исполнитель аудиокниги
- 2012 — «Камыр-Батыр. Татарские народные сказки»[80] — исполнитель аудиокниги

## Дискография

### Студийные альбомы
- 2006 — Black Star
- 2009 — The Boss
- 2012 — SWAGG
- 2013 — 13
- 2014 — Reload (только для Японии)[81]
- 2016 — «Олимп»[82]
- 2020 — «Транзит»

## Концертные туры
- 2011 — Carrera Tour 2011[83]
- 2016 — Олимп тур[84]
- 2017—2019 — Поколение[85]

## Награды и почётные звания
2021
Премия Муз-Тв
В Номинации Лучшее Видео (с Моргенштерн)
2017
Премия Муз-Тв
В Номинации Лучший Исполнитель
2016
Премия Муз-Тв
В Номинациях Лучшее Мужское Видео и Лучшая Песня
- Премия RU.TV
  - Лучший RNB проект (Тимати, L’One и Сергей Мазаев — «GQ»)[86]

2014 — World Music Awards
- Best Russian Artist
- Best RnB Artist of Russia

2013 — Золотой граммофон
- Лауреат премии за трек «Лондон» с Григорием Лепсом[87]

2013 — Премия RU TV
- Лучший дуэт («Лондон» с Григорием Лепсом)

2011 — Премия RU TV
- Лучший хип-хоп-хит (Я буду ждать)

2011 — Премия Муз-ТВ
- Лучшее видео (I’m on You)

2010 — Премия Муз-ТВ
- Лучший хип-хоп-проект
- Лучший альбом (The Boss)
- Лучшее видео (Love You)

2010 — Газета «Труд»
- Самый красивый мужчина

2010 — Love Radio Awards
- Лучший исполнитель по версии Love Radio

2009 — In Da Awards
- Лучший альбом по версии Indarnb.ru

2009 — Золотой Граммофон
- Лауреат премии за трек DJ Smash и Тимати «Moscow Never Sleeps…»

2008 — MTV RMA
- Лучший клубный проект за клуб Black Star Club

2008 — Золотой граммофон
- Лауреат премии за трек DJ Smash и Тимати «Я люблю тебя…»

2008 — World Fashion Awards
- Fashion R’n’B-проект

2007 — Night Life Awards
- Лучший клубный персонаж года

2007 — World Fashion Awards
- Лучший R’n’B-исполнитель

2003 — Night Life Awards
- Лучший клубный хит (VIP77 «Фиеста»)

## Реалити-шоу «Холостяк»
14 марта 2021 году на канале ТНТ стартовал 8 сезон реалити-шоу «Холостяк» с участием Тимати. 20 марта 2021 Тимати объявил о закрытии шоу «Холостяк» со своим участием.
В финале проекта, который вышел в эфир 29 мая 2021 года, Тимати выбрал Екатерину Сафарову. Но в 2022 году девушка заявила о расставании.

## Фильмография
- 2005 — «Мужской сезон: Бархатная революция» — Супер-Федя
- 2006 — «Жара» — камео
- 2006 — «Яппи на пикапе» — камео
- 2007 — «Любовь — не шоу-бизнес» (сериал) — камео
- 2008 — «Папины дочки» (сериал, 126 серия) — камео
- 2008 — «Гитлер капут!» — 50 Бундес Шиллингов
- 2009 — «Красная шапочка» — байкер
- 2010 — «Как казаки…»
- 2012 — «Мой путь к успеху» (видеосеминар) BusinessForward
- 2013 — «Одноклассники.ru: НаCLICKай удачу» — камео
- 2014 — «Капсула» — камео
- 2015 — «Зеро» камео
- 2016 — «Russian Hip Hop Beef» — камео
- 2019 — «Жара» — камео
- 2019 — «BEEF: Русский хип-хоп» — Сам себя
- 2019 — «Мафия» — Тимур Суренович/камео
- 2020 — «Мафия 2» — Тимур Суренович/камео
- 2022 — «Галустян+» — камео (пилотный выпуск)

Дубляж иноязычных фильмов
- 2006 — «Артур и минипуты» — Макс
- 2007 — «Лови волну!» — Коди Маверик
- 2009 — «13-й район: Ультиматум» — Али-К
- 2009 — «Артур и месть Урдалака» — Макс
- 2014 — «13-й район: Кирпичные особняки» — Тремейн Александр

Сценарист
- 2019 — «Мафия»

Режиссёр
- 2019 — «Мафия»

## Доходы и собственность
По результатам 2021 года занял четвёртое место в рейтинге журнала «Forbes» среди российских знаменитостей. Его доход составил 10,4 млн долларов.
Летом 2022 года Тимати вместе с ресторатором Антоном Пинским приобрёл активы в России американской сети кофеен Starbucks, ушедшей из страны в рамках санкций.